# الموزرة
الموزرة قرية سورية تتبع ناحية إحسم في منطقة أريحا في محافظة إدلب. بلغ عدد سكانها 3,993 نسمة في عام 2004 حسب إحصاء المكتب المركزي للإحصاء.
تقع على السفح الغربي لجبل الزاوية وتوجد فيها قلعة الفارمية التاريخية. يحدها من الشمال قرية عين لاروز ومن الشرق قرية كنصفرة ومن الجنوب قرية كفرعويد وتطل من الجهة الغربية على سهل الغاب.
والموزرة هي قرية تاريخية موغلة في القدم ذكرت في الكثير من المراجع الأثرية والتاريخية وعرفت كواحدة من قرى سوريا القديمة حيث تحتوي على قلعة الفارمية التي بنيت في العصر الروماني، واسم الموزرة هو اسم تم اشتقاقه من جملة (مزرق عين الشمس) حيث تشرق الشمس في الصباح مباشرة على القلعة، وتشهر القرية بزراعة الأشجار المثمرة كالكرز والزيتون والتين والعنب والعديد من المحاصيل الزراعية كالقمح والشعير والبرسيم.
تميزت القرية في السنوات العشر الماضية بممارسة رياضة كرة القدم، تم فيها تشكيل فريق كرة قدم مميز سمي باسم فريق الشمس، حصد الفريق مجموعة من الألقاب والجوائز على مستوى جبل الزاوية والمنطقة ومن أبرز نجوم هذا الفريق نذكر اللاعب محمد العزو الملقب أبو العز واللاعب هيثم الحمدو. ثم تم تشكيل فريق آخر للقرية سمي بقريق النصر. وعلى الرغم من الجهود المتكررة لدمج الفريقين وتشكيل نادي رسمي للقرية إلا أن هذه الجهود باءت بالفشل ولم تثمر .

## الطبيعة والتضاريس
تعد الموزرة واحدة من أجمل القرى السورية بطبيعتها الساحرة، فهى تقع على السفح الغربي لجبل الزاوية وتطل بشكل مباشر على سهل الغاب.

## السياحة
السياحة في الموزرة تقتصر على زيارة قلعة الفارمية وقضاء النزهات في فصل الربيع على سفح الجبل الغربي للتمتع بمنظر الإطلالة على سهل الغاب من الأعلى.

## تاريخ الموزرة
تعد الموزرة من القرى التاريخية السورية الموغلة في القدم، ويستدل على ذلك بوجود القلعة التي تعود إلى العصر الروماني ثم البيزنظي حيث يعتقد أنه تم بناؤها في العصر الروماني ثم تعرضت لانهيارات فتم ترميمها في العصر البيزنطي والعصر الإسلامي.